# Molophilus kiushiuensis
Molophilus kiushiuensis är en tvåvingeart som beskrevs av Alexander 1941. Molophilus kiushiuensis ingår i släktet Molophilus och familjen småharkrankar. Inga underarter finns listade i Catalogue of Life.